# Xander Skinner
Pour les articles homonymes, voir Skinner.
Xander Skinner, né le 18 mars 1998 à Windhoek, est un nageur namibien.

## Carrière
Aux Jeux africains de 2023 à Accra, Xander Skinner est médaillé d'argent sur 100 mètres nage libre et médaillé de bronze sur 50 mètres nage libre.